# Rännelanda församling
Rännelanda församling var en församling i Karlstads stift och i Färgelanda kommun i Västra Götalands län (Dalsland). Församlingen uppgick 2010 i Rännelanda-Lerdals församling.

## Administrativ historik
Församlingen har medeltida ursprung. 
Församlingen var till 2010 annexförsamling i pastoratet Högsäter, Lerdal, Rännelanda, Råggärd och Järbo. Församlingen uppgick 2010 i Rännelanda-Lerdals församling.

## Kyrkor
- Rännelanda kyrka